# Shimmer Women Athletes
Shimmer Women Athletes (часто записывается как SHIMMER Women Athletes или просто SHIMMER) — американский женский независимый реслинг-промоушн, основанный 6 ноября 2005 года и базирующийся в Чикаго. Был основан Дейвом Празаком и запущен им совместно с Эллисон Дэнжер. SHIMMER был создан для того чтобы Североамериканские и Международные женщины-реслеры имели возможность показать свои способности на высоком уровне. Компания получила возможность проводить по одному крупному шоу в среднем раз в три месяца в Eagles Club расположенном в Бёрвине (штат Иллинойс). Материал отснятый на этих шоу записывается на DVD и предварительно распространяется через онлайн-магазин Ring of Honor, прежде чем поступить в продажу в другие магазины. Благодаря работе Празака в ROH, промоушены тесно связаны, ROH продвигает продукты SHIMMER и позволяет их сотрудницам выступать на своих шоу. В сентябре 2008 года было объявлено об открытии собственной подготовительной школы женщин-реслеров.
Ring of Honor признаёт титулы Shimmer Championship и Shimmer Tag Team Titles, и позволяет производить матчи за них на своих шоу. Промоушн Full Impact Pro также признаёт титулы SHIMMER и даёт возможность защищать их на своих шоу. SHIMMER сотрудничает также с промоушеном Shine Wrestling, открытым 20 июля 2012 и проводящим свои шоу по системе iPPV.

## Титулы
| Титул                         | Текущий чемпион        | Дата выигрыша | Бывший чемпион                       |
| ----------------------------- | ---------------------- | ------------- | ------------------------------------ |
| Shimmer Championship          | Кимбер Ли              | 3 ноября 2019 | Николь Савой                         |
| Shimmer Tag Team Championship | Эшли Вокс и Делми Экзо | 2 ноября 2019 | Чирлидер Мелисса и Мерседес Мартинес |
| Heart of Shimmer Championship | Саманта Хайтс          | 5 апреля 2019 | Даст                                 |

## Ростер
Ростер SHIMMER’а включает большое количество женщин-реслеров со всего мира. Большинство из них участвует в записях регулярно, но тем не менее ростер не фиксирован и на сайте SHIMMER’а нет раздела с ростером. Реслеры участвующие в тёмных матчах и не попадающие на DVD называются SPARKLE. Обычно это мало известные реслеры впервые выступающие перед публикой SHIMMER.

### Реслеры[6]
| - Эллисон Дэнжер - Эллисин Кай - Аманда Родригес - Кэндис ЛеРэй - Чирлидер Мелисса - Черри Бомб - Кортни Раш - Крейзи Мэри Добсон - Дейзи Хейз - Иви - Хайди Лавлейс - Хироё Мацумото - Джессика Хавок - Кай Ли Рей - Кей Си Спинелли - Келли Скейтер - Келлиэнн - Кимбер Ли - Лейси - Лева Бейтс - Лекси Файф - Либерти - ЛуФисто - Мелани Круз - Мэдисон Иглз - Макото | - Мерседес Мартинес - Марти Белль - Миа Йим - МсЧиф - Невейе - Никки Шторм - Николь Мэтьюс - Николь Савой - Риа О'Райли - Самми Бейнс - Сарайя Найт - Сасси Стефи - Шазза МакКензи - Соло Дарлинг - Соноко Като - Су Юн - Тейлор Мейд - Тесса Бланшар - Томока Накагава - Зандеркитти - Ванесса Крейвен - Веда Скотт - Сандра Бейл - Юми Охка |

#### SPARKLE
- Энджелус Лейн
- Мэри Элизабет Монро
- Мэри Ли Роуз
- Палома Стар
- Пинк Флэш Кира
- Стейси Шадоус

### Выпускники
| - Алекса Татчер - Алисия - Невероятная Конг - Эмбер О'Нил - Энн Букстоун - Анна Миноушка - Энни Сошиал - Эшли Лэйн - Афина - Аяко Хамада - Аюми Курихара - Бет Финикс - Боунсо - Бриттани Форс - Багги Нова - Британи Найт - Кэт Пауэр - Кристи Риччи - Сидни Роджерс - Давина Роуз - Даффни - Данья Ривиц - Эден Блейк - Хейли Хейтред | - Джамилия Крафт - Дженнифер Блейк - ДЖессика Джеймс - Джесси МакКей - Джетт Райли - Джетта - Джози - Кейси Даймонд - Каламити - Кимберли Кэш - Кана - Крисси Вейн - Кристина фон Ири - Лиа фон Датч - Леон - Лорелей Ли - Малиа Хосака - Мина Либра - Миа Свенссон - Мисаки Охата - Нэтти Нейдхарт - Нью-Йорк Нокаут - Никита - Никки Рокс | - Никки Сент-Джон - Порша Перес - Португальская принцесса Ариэль - Рейчел Саммерлин - Рэйн - Рэй - Рейна фон Таш - Ребекка Нокс - Рё Мидзунами - Сара Дель Рей - Сара Сток - Серена Диб - Шантель Тейлор - Хикару Сида - Сантана Гарретт - Ши Нэй Нэй - Skilled Death Artist#2 - Свит Шери - Тенилль - Тиана Рингер - Вероника Вайс - Весна Бусич - Юу Ямагата |